# ژان-کلود پتی
ژان کلود پتی (فرانسوی: Jean-Claude Petit‎؛ زادهٔ ۱۴ نوامبر ۱۹۴۳) آهنگ‌ساز اهل کشور فرانسه است.

## فیلمشناسی (به عنوان آهنگساز)
- سیرانو دو برژراک
- اورانوس
- مایریگ
- سوارکار روی بام